# Sparganium hyperboreum
Sparganium hyperboreum — вид трав'янистих рослин родини Рогозові (Typhaceae). грец. υπερβορεοϛ — з крайньої півночі.

## Опис
Стебло тонке до 80 см, плавуче. Листя і суцвіття, як правило, плавучі. Листя еліптичне в поперечному перерізі, досить товсте, 0.1–0.4 м × 1–5 мм. Суцвіття просте. Маточкових голів 1–4, пахвові, 0.5–1.4 см діам.; тичинкових голів 1(-2), термінальні. Найнижчий приквіток помітно довший ніж суцвіття. Плоди широко оберненояйцевидні, коричневі або жовтуваті, матові, майже сидячі, 2–5 × 1.5–2.5 мм; дзьоб менше 0,5 мм або відсутній. Насіння 1. 2n = 30.

## Поширення
Зустрічається в північних частинах Північної Америки (Гренландія, Сен-П'єр і Мікелон, Канада, Аляска), Європи (Росія, Фінляндія, Ісландія, Норвегія, Швеція, Італія) та Азії (Китай — Маньчжурія, Японія, Корея, Росія). Виростає в холодній, спокійній, неглибокій, від оліго- до мезотрофній арктичній чи альпійській воді